# Zec Martin-Valin
Pour les articles homonymes, voir Valin.
La zec Martin-Valin est une zone d'exploitation contrôlée (zec), située dans la MRC du Fjord-du-Saguenay, dans la région administrative Saguenay-Lac-Saint-Jean, au Québec, au Canada. 
Constituée en 1978 par le Gouvernement du Québec et établie en 1979, la zec Martin-Valin est administrée par l’Association Chasse et pêcheur Martin-Pêcheur inc. qui assure son développement et sa croissance. Les 63 zec du Québec sont des territoires de tenure publique appartenant à l’État.

## Géographie
Ce territoire d'activités récréotouristiques (camping, canot-camping, kayak, chasse et pêche) couvre 1 200 km2 dans la région du Saguenay-Lac-Saint-Jean. Il est situé sur les terres publiques, au nord-est du Parc national des Monts-Valin. La zec compte 650 lacs et de nombreuses rivières au sein de la forêt boréale.
Ce territoire est partagé entre la paroisse de Sainte-Rose-du-Nord, située sur le littoral nord de la rivière Saguenay, et le lac Poulin-De Courval, situé à environ 45 km plus au nord.
Le poste d'accueil de la zec Martin-Valin située à proximité de la route 172 qui relie Saguenay (ville) à Tadoussac.

## Canot-camping
Depuis une dizaine d'années, la zec offre cinq circuits balisés de canot-camping pour des expéditions de 3 à 7 jours. Ces expéditions dans la partie nord-ouest du territoire comprennent différents sentiers de portage et de nombreux lacs à traverser. Ces circuits entretenus par la zec, sont de niveau débutant à intermédiaire avancé. Les circuits comportent plusieurs plates-formes pour les tentes et des toilettes sèches (sur certains sites). Les amateurs de canot-camping doivent s'inscrire au poste d'accueil de la zec. Puis, ils doivent emprunter des chemins forestiers sur une quarantaine de kilomètres pour atteindre le site des départs des circuits dans la section Nord de la Zec. Un service de navette offert par la zec est disponible, ainsi que la location de canots.

## Chasse et pêche
Pêche
La pêche à l'omble de fontaine indigène (truite mouchetée) est offerte sur trois rivières et plus de 450 lacs dans la zec. La zec a rendu facile l'accès à la majorité des plans d'eau sur son territoire, en aménageant des stationnements et des débarcadères. La zec autorise l'usage des moteurs à essence pour propulser les embarcations. La zec offre un service de location de chaloupes sur certains lacs de pêche.
Chasse
Sur la zec Martin-Valin, la chasse est encadrée par la règlementation du "Ministère du Développement durable, de l'environnement, de la faune et des parcs". Les chasseurs doivent se conformer aux quotas de chasse à l’orignal, à l'ours et au petit gibier (ex.: gélinottes, tétras et perdrix grises). Les chasseurs peuvent pratiquer la chasse au gros gibier, en devenant membre de la zec et en détenant un forfait saisonnier de chasse au gros gibier ou à l’ours.

## Toponymie
Chacune des deux composantes du toponyme "Martin-Valin" a une origine distinctive:
- l’Association Chasse et Pêche Martin Pêcheur Inc qui administre la zec;
- trois toponymes utilisant le nom "Valin": la rivière qui prend sa source sur le territoire de la zec, le massif et le mont; ces derniers se dressent à la limite ouest de la zec[3].

Le toponyme "Zec Martin-Valin" a été officialisé le 5 décembre 1982 à la Banque des noms de lieux de la Commission de toponymie du Québec.